# Good bye
 (décembre 2024).
Si vous disposez d'ouvrages ou d'articles de référence ou si vous connaissez des sites web de qualité traitant du thème abordé ici, merci de compléter l'article en donnant les références utiles à sa vérifiabilité et en les liant à la section « Notes et références ».
Good bye (大発見, Daihakken) est un gekiga de Yoshihiro Tatsumi sorti au Japon en 2002 aux éditions Seirin Kōgeisha et en français en 2005 aux éditions Vertige Graphic qui ont publié deux autres recueils d'histoires de Yoshihiro Tatsumi : Coups d'éclat en 2003 et Les Larmes de la bête en 2004.
Good bye est un recueil de quatre histoires courtes pour adultes d'abord prépubliées dans différents magazines entre 1970 et 1998.

## Histoires
- La grue de papier - lettre à M.S., octobre 1984, 30 pages

Agawa est un étudiant asiatique envoyé à Paris à la suite d'une tentative de viol. Il est amoureux de Françoise depuis que celle-ci a admiré une grue en papier qu'il avait faite, mais celle-ci le reprend sans cesse sur ses erreurs de prononciation ce qui le fait déprimer. Il confie sa peine à M.S, ancien étudiant à Paris, avec qui il correspond par lettres.
- Monkey mon amour, juillet 1970, 30 pages

M. Yoshida, ouvrier à Ueno, possède un singe qui lui tourne toujours le dos. Un jour qu'il prend le métro, il se trouve forcé par la foule de descendre avant son arrêt. Il se rend alors dans un zoo où il rencontre Reiko. C'est alors qu'il décide de démissionner, mais le jour même il a un accident du travail et perd un bras. Il revoit ensuite Reiko mais se rend compte que celle-ci n'était intéressée que par son argent. Il décide alors de ramener son singe au zoo et celui-ci est alors rué de coups par les autres singes.
- Goob bye, mai 1972, 16 pages

Joe, un militaire américain aime Mari, un prostitué japonaise et souhaite l'épouser et l'emmener aux États-Unis. Son père vient alors lui rendre visite. Elle n'est pas heureuse de le voir et après lui avoir donné de l'argent lui demande de ne plus jamais revenir. Quelques jours plus tard, le GI est rentré aux États-Unis retrouver sa femme et ses enfants. Mariko est désespérée et en colère. À la visite de son père, ivre, elle se déshabille et l'enlace.
- Une grande découverte, décembre 1998, 20 pages

Au lendemain du passage à l'ère Heisei, Mr Moroboshi travaille dans l'immobilier pour une entreprise en plein essor. Mais l'éclatement de la bulle spéculative japonaise lui fait perdre une partie de son salaire. Il apprend alors qu'il a du diabète et commence à perdre ses cheveux.
Un jour, alors qu'il court sur les conseils de son médecin, il tombe. Depuis, il marche en permanence à reculons.

## Publication
- (ja) Yoshihiro Tatsumi (trad. du japonais par Maho Nakamura), Good bye [« 大発見, Daihakken »], Paris, Vertige Graphic,‎ 2005, 96 p., 7x24, noir et blanc, sens de lecture japonais (ISBN 2-908981-96-3 et 9782908981964)